# Katharina von Österreich (1420–1493)

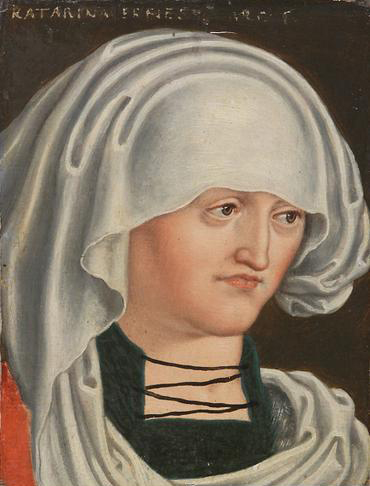
Katharina von Österreich,
Markgräfin von Baden

Katharina von Österreich (* 1420 oder 1424 in Wiener Neustadt; † 11. September oder 11. Dezember 1493 im Schloss Hohenbaden) war eine Habsburgerin bzw. Herzogin von Österreich und durch Heirat Markgräfin von Baden.

## Leben
Katharina war eine Tochter des Herzogs Ernst I. von Österreich, genannt der Eiserne (1377–1424) aus dessen Ehe mit Cimburgis (1394–1429), Tochter des Herzogs Ziemowit IV. von Masowien. Katharinas ältester Bruder wurde 1452 als Friedrich III. römisch-deutscher Kaiser. Mit diesem und ihrem zweitältesten Bruder, dem späteren Erzherzog Albrecht VI., dem sie äußerlich sehr ähnlich gewesen sein soll, wuchs sie in Wiener Neustadt auf. 1461 und vor allem im Sommer und Herbst 1463 versuchte sie in kriegerischen Auseinandersetzungen zwischen ihren Brüdern zu vermitteln. Als Albrecht VI. 1463 in Wien starb, kümmerte sie sich nicht nur um seine Beisetzung, sondern versuchte auch die näheren Umstände seines Todes zu klären.
Nachdem zunächst ein Eheprojekt zwischen ihr und Herzog Johann von Kleve in Planung gewesen war, heiratete sie im Juli (am 13. oder 15. Juli) 1447 in Pforzheim Markgraf Karl I. von Baden (1427–1475), dem sie einen Brautschatz von 30.000 Dukaten zubrachte. Die Eheschließung war Teil eines Beziehungsnetzwerkes, das in diesen Jahren zwischen ihren Brüdern, den Markgrafen von Baden, den Pfalzgrafen bei Rhein, den Markgrafen von Brandenburg-Ansbach und den Grafen von Württemberg im Entstehen war. Für die Markgrafen von Baden bedeutete die Einheirat in eine eindeutig ranghöhere Dynastie einen enormen Prestige-Gewinn. Die Wahrung ihres hohen Ranges machte Katharina dadurch offensichtlich, dass sie in ihrem Wappen neben den badischen Schild den österreichischen setzte.
1456 wurde Karl von seinem Schwager Albrecht, als dieser die Vorderen Lande verließ, zu dessen Verweser und Statthalter ernannt. Durch seine Ehe wurde Karl nicht nur durch Herzog Sigmund den Münzreichen mit der Vogtei und der Regierung der vorderösterreichischen Lande beauftragt, sondern auch mit Sigmunds Berater Matthäus Hummel bekannt, der zuvor in den Diensten von Herzog Albrecht VI. gestanden hatte.
Katharina überlebte ihren Gemahl, mit dem sie allem Anschein nach eine gute Ehe geführt hatte, um 18 Jahre und wurde Stammmutter des badischen Hauses. Ihr Sohn Christoph überließ ihr Schloss Hohenbaden als Witwensitz und baute das Neue Schloss in Baden-Baden. Katharina ist in der Stiftskirche Unserer Lieben Frau in Baden-Baden bestattet.

## Nachkommen
Aus ihrer Ehe hatte Katharina folgende Kinder:
- Katharina (1449–1484)

⚭ 1464 Graf Georg III. von Werdenberg-Sargans († 1500)
- Cimburgis (1450–1501)

⚭ 1468 Graf Engelbert II. von Nassau-Dillenburg (1451–1504)
- Christoph I. (1453–1527); Markgraf von Baden

⚭ 1468 Gräfin Ottilie von Katzenelnbogen (1451–1517)
- Albrecht (1455–1488); Markgraf von Baden in Hochberg
- Friedrich (1458–1517); Bischof von Utrecht
- Margarete (1452–1496); Äbtissin im Kloster Lichtenthal